# اسپرایت (نوشیدنی)

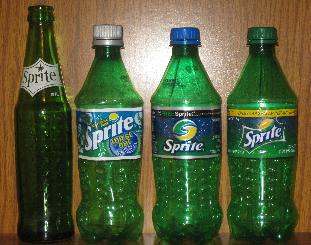
سیر تکامل بطری های اسپرایت از چپ به راست

اسپرایت (به انگلیسی: Sprite) نام یک نوشابه غیر الکلی است که در سال ۱۹۶۱ در ایالات متحده برای رقابت با نوشابه سون‌آپ که در آن زمان توسط شرکت پپسی کولا تولید می‌شد، به بازار عرضه شد. این محصول توسط شرکت کوکاکولا تولید می‌شود.
در تبلیغات اولیه در مجلات این نوشابه ترش مزه و نیرو بخش معرفی شد که می‌توان آن را با مشروبات الکلی مانند ودکا, ویسکی مصرف نمود. همچنین این نوشیدنی برای تسکین سوزش بسیار اثر بخش می‌باشد. این نوشیدنی ترکیبش با شربت سرفه حاوی کدئین و پرومتازین می شود مخدر لین.
این نوشابه در ایران توسط شرکت خوشگوار تولید می‌شود.